# Cleilton Monteiro da Costa
Cleilton Monteiro da Costa (Fortaleza, 4 de octubre de 1998), más conocido como Cleilton Itaitinga o simplemente Itaitinga , es un jugador de fútbol brasileño . Su posición es delantero y su actual club es el FC Sion de la Superliga de Suiza.

## Trayectoria

### Pau FC
El 19 de enero del 2021 se hace oficial su llegada al Pau FC de la Ligue 2 en un préstamo sin opción a compra. Su debut con el equipo francés fue el 23 de enero del mismo año en un encuentro de Ligue 2 ante el Troyes entrando de cambio al minuto 73' por Cheikh Sabaly.
Anotó su primer gol con el equipo el 2 de febrero al minuto 10' en un partido de liga ante el Amiens SC.

## Estadísticas

### Clubes
Actualizado al último partido jugado el 11 de febrero de 2023.
| FC Sion · Suiza | 1.ª                 | 2018-19             | 9   | 4  | 1 | 0 | - | - | 10  | 4  | 0.40 |
| FC Sion · Suiza | 1.ª                 | 2019-20             | 25  | 3  | 2 | 0 | - | - | 27  | 3  | 0.11 |
| FC Sion · Suiza | 1.ª                 | 2020-21             | 9   | 0  | 1 | 0 | - | - | 10  | 0  | 0.00 |
| FC Sion · Suiza | 1.ª                 | 2021-22             | 24  | 3  | 1 | 0 | - | - | 25  | 3  | 0.10 |
| FC Sion · Suiza | 1.ª                 | 2022-23             | 19  | 2  | 1 | 2 | - | - | 20  | 4  | 0.21 |
| FC Sion · Suiza | Total               | Total               | 86  | 12 | 6 | 2 | 0 | 0 | 92  | 14 | 0.16 |
| Pau FC Francia | 2.ª                 | 2020-21             | 18  | 3  | - | - | - | - | 18  | 3  | 0.17 |
| Pau FC Francia | Total               | Total               | 18  | 3  | 0 | 0 | 0 | 0 | 18  | 3  | 0.17 |
| Total en su carrera | Total en su carrera | Total en su carrera | 104 | 15 | 6 | 2 | 0 | 0 | 110 | 17 | 0.15 |
| (1) Incluye datos de Copa Suiza. (2) Incluye datos de Liga Europa de la UEFA. (3) No incluye goles en partidos amistosos. |                     |                     |     |    |   |   |   |   |     |    |      |